# Вилкань
Вилкань, Вилкані (рум. Vâlcani) — село у повіті Вранча в Румунії. Входить до складу комуни Палтін.
Село розташоване на відстані 158 км на північ від Бухареста, 31 км на захід від Фокшан, 103 км на північний захід від Галаца, 93 км на схід від Брашова.

## Населення
За даними перепису населення 2002 року у селі проживали 133 особи, усі — румуни. Усі жителі села рідною мовою назвали румунську.